# Girig algoritm
En girig algoritm (en: Greedy algorithm) är en algoritm som alltid tar den bästa vägen ur ett lokalt perspektiv då den letar efter en lösning. För vissa optimeringsproblem hittar den giriga algoritmen en optimal lösning, men för vissa problem kommer den inte att hitta någon garanterat optimal lösning. En egenskap hos en girig algoritm är att den aldrig tar steg tillbaka efter ett gjort val.
Exempel på giriga algoritmer:
- Dijkstras algoritm
- Kruskals algoritm
- Prims algoritm